# Drangedal
Drangedal – norweskie miasto i gmina leżąca w regionie Telemark.
Drangedal jest 95. norweską gminą pod względem powierzchni.

## Demografia
Według danych z roku 2005 gminę zamieszkuje 4143 osób. Gęstość zaludnienia wynosi 3,9 os./km². Pod względem zaludnienia Drangedal zajmuje 225. miejsce wśród norweskich gmin.
| ludność stan na 1 stycznia 2005 |         |           |       |
|                                 | kobiety | mężczyźni | razem |
| osób                            | 2055    | 2088      | 4143  |
| %                               | 49,6%   | 50,4%     | 100%  |

| wykształcenie stan na 1 października 2004 |            |         |        |          |
|                                           | podstawowe | średnie | wyższe | nieznane |
| osób                                      | 902        | 2012    | 386    | 58       |
| %                                         | 26,86%     | 59,92%  | 11,49% | 1,73%    |

## Edukacja
Według danych z 1 października 2004:
- liczba szkół podstawowych (norw. grunnskolar): 6
- liczba uczniów szkół podst.: 529

## Władze gminy
Według danych na rok 2011 administratorem gminy (norw. rådmann) jest Jørn Chr. Schjøth Knudsen, natomiast burmistrzem (norw. ordfører, d. borgermester) jest Nils Tore Føreland.